# NRDC Equity Partners

Logo des Unternehmens

NRDC Equity Partners (NRDC) ist eine US-amerikanische Investmentgesellschaft nach dem System der Private Equity,  die sich auf Einzelhandel, Handelsimmobilien und Verbrauchermarkengeschäfte konzentriert. NRDC hat in einem Konsortium zusammen mit Bernd Beetz die insolvente deutsche Kaufhauskette Galeria Karstadt Kaufhof im Jahr 2024 übernommen.

## Geschichte
NRDC Equity Partners wurde 2005 unter anderen von dem Unternehmer Richard Baker, Miteigentümer der National Realty & Development Corporation, sowie William L. Mack und Lee S. Neibart, Prinzipale von Apollo Real Estate Advisors, gegründet.  Seither hat NRDC Equity Partners Transaktionen im Wert von mehr als 16 Milliarden US-Dollar abgeschlossen (Stand April 2024).
2006 kaufte NRDC Equity Partners unter der Führung von Richard Alan Baker für 1,2 Milliarden Dollar (1,1 Milliarden Euro) Lord & Taylor, eine der traditionsreichsten Warenhausketten in den Vereinigten Staaten. Davon wurde eine Milliarde Dollar fremdfinanziert. 2017 verkaufte NRDC Equity Partners die Vorzeigeimmobilie des Unternehmens an der Fifth Avenue in New York für 850 Millionen Dollar an das Office-Sharing-Unternehmen WeWork.

## Übernahme Galeria Karstadt Kaufhof
Am 10. April 2024 gab NRDC Equity Partners bekannt, dass es in einem Konsortium zusammen mit der vom Unternehmer Bernd Beetz kontrollierten Schweizer Gesellschaft BB Kapital SA den deutschen Kaufhauskonzern Galeria Karstadt Kaufhof von der insolventen Signa Holding im Rahmen eines Insolventzplans übernehmen will. Diesen Plan will der Insolvenzverwalter Ende April beim Amtsgericht Essen einreichen. Im Rahmen des Insolvenzverfahrens wird der Insolvenzverwalter Stefan Denkhaus – nach erfolgter Zustimmung der Gläubigerversammlung – voraussichtlich bis Ende Juli 2024 die Kontrolle über das Unternehmen behalten. Dann übernimmt das Konsortium. Laut Informationen des Signa-Insolvenzverwalter will das Konsortium gemäß einer Investorenvereinbarung mehr als 70 der 92 bestehenden Kaufhausfilialen erhalten. Der Übernahme muss Stand April 2024 noch von einer Gläubigerversammlung und dem Amtsgericht Essen zugestimmt werden.

„Galeria ist mehr als nur ein Warenhaus; es ist eine ikonische Marke in der gemeinsamen Erfahrung aller Deutschen, die Eigentümer verdient, die bereit sind, sie als Ganzes zu betreiben, sagte Jack Baker, Gründungspartner, NRDC Equity Partners.“

## Beteiligungen
Derzeitige Mehrheitsbeteiligungen der NRDC Equity Partners (Stand April 2024):
- FoundRae, US-amerikanische Luxusschmuckmarke, erworben im Juli 2023
- Hudson’s Bay Company, kanadisches Handelsunternehmen (Holding), erworben 2008 (zuvor bereits Minderheitsanteil)
- Hudson’s Bay, kanadische Handelskette, gehört zur HBC
- Saks Fifth Avenue, US-amerikanische Luxuskaufhauskette, gehört zur HBC
- Saks Off 5th, Luxus-Outlet
- National Realty & Development Corporation, US-amerikanischer Immobilienentwickler und -investor

Frühere Mehrheitsbeteiligungen:
- Galeria Kaufhof, Erwerb 2015, Veräußerung 2019
- Lord & Taylor, eines der ältesten Warenhäuser der USA; Erwerb 2006, Teilveräußerung 2019